# Citrosono
Citrosono is een bestuurslaag in het regentschap Magelang van de provincie Midden-Java, Indonesië. Citrosono telt 5060 inwoners (volkstelling 2010).